# Praia do Cabrito
A Praia do Cabrito é uma zona balnear portuguesa localizada no município de São Roque do Pico, ilha do Pico, Açores.